# 천체사진술

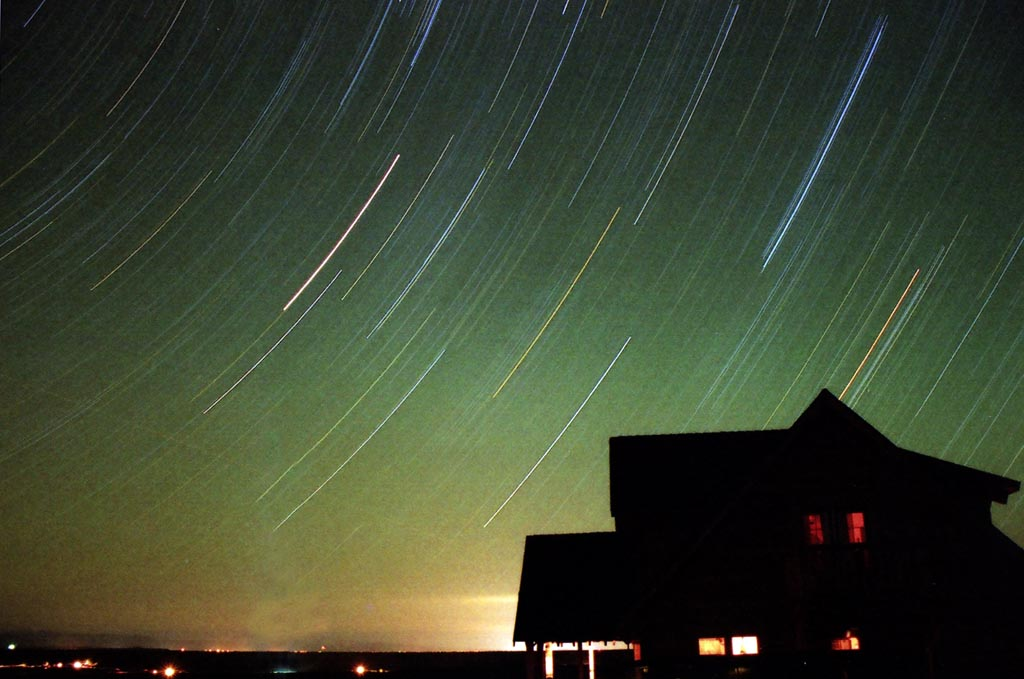
고정 촬영법에 의한 천체 사진 (유타주)

천체사진술(天體寫眞術)은 천체를 촬영하는 기술을 말한다. 천체, 천체 사건, 밤하늘 영역을 사진으로 찍거나 영상화하는 것이다. 천체(달)의 첫 번째 사진은 1840년에 촬영되었지만 기술의 발전으로 자세한 별 사진 촬영이 가능해진 것은 19세기 후반이 되어서였다. 달, 태양, 행성과 같은 확장된 물체의 세부 사항을 기록할 수 있는 것 외에도 현대 천체 사진은 희미한 별, 성운, 은하와 같이 인간의 눈으로 볼 수 있는 가시 스펙트럼 외부의 물체를 이미지화할 수 있는 기능도 갖추고 있다. 이는 필름 카메라와 디지털 카메라 모두 장기간에 걸쳐 광자를 축적하고 합산할 수 있거나 광자를 특정 파장으로 제한하는 특수 광학 필터를 사용하여 장시간 노출을 통해 달성된다.
노출 시간을 연장한 사진 촬영은 인간의 눈에 보이지 않는 수십만 개의 새로운 별과 성운을 기록하면서 전문 천문학 연구 분야에 혁명을 일으켰다. 특수하고 점점 더 커지는 광학 망원경은 본질적으로 사진 건판에 이미지를 기록하는 대형 카메라로 구성되었다. 천체사진은 초기에는 하늘 측량과 별 분류에 중요한 역할을 했지만 시간이 지나면서 특정 분야를 위해 설계된 더욱 정교한 이미지 센서와 기타 장비 및 기술을 사용하게 되었다.
오늘날 거의 모든 관측 천문학에서는 사진을 사용하기 때문에 "천체 사진"이라는 용어는 일반적으로 과학적 데이터보다는 미학적으로 만족스러운 이미지를 추구하는 아마추어 천문학에서의 사용을 의미한다. 아마추어는 다양한 특수 장비와 기술을 사용한다.

## 같이 보기
- 천체 사진기
- 캐논 EOS 20D, 캐논 EOS 60D, 니콘 D810
- 에드워드 에머슨 바너드
- 광공해
- 별자국
- 막스 볼프
- 위성 사진